# Charlemagne Yankoty
Charlemagne Yankoty ou Yankoti, né le 1er janvier 1977 à Akonaboe à Porto-Novo est un homme politique béninois. 
Il est élu maire de la commune de Porto-Novo lors des élections municipales de 2020 sur la liste du parti Union progressiste.

## Biographie
Charlemagne Yankoty est né le 1er janvier 1977 à Porto-Novo au Bénin. Il passe et obtient deux baccalauréats(BAC). Son premier BAC série D, il le passe en 1998  et le second en série G2 en 2001. Après sa licence et sa maîtrise en science de gestion en 2000 et 2001, il obtient un brevet de technicien supérieur en finance et comptabilité gestion à l’université EIC Dauphine de Cotonou en 2003. En 2007 et 2015, il devient respectivement titulaire d'un master en audit et finance d’entreprise à l’institut international de management de Cotonou et un diplôme d'études supérieures spécialisées en finance et contrôle de gestion à l’université d’Abomey-Calavi.
De février 2003 à août 2005, Charlemagne Yankoty est comptable analytique à la british american tobacco de Ouidah. En 2006, il est le directeur général de l’IAMD-Microfinance à Porto-Novo. Il est nommé en 2019 à l'assemblée nationale du Bénin comme coordonnateur du projet d’appui des capacités du parlement et des organes de gestions des élections. Cette même année, il intègre le parti politique béninois Union progressiste en tant que membre fondateur,'.

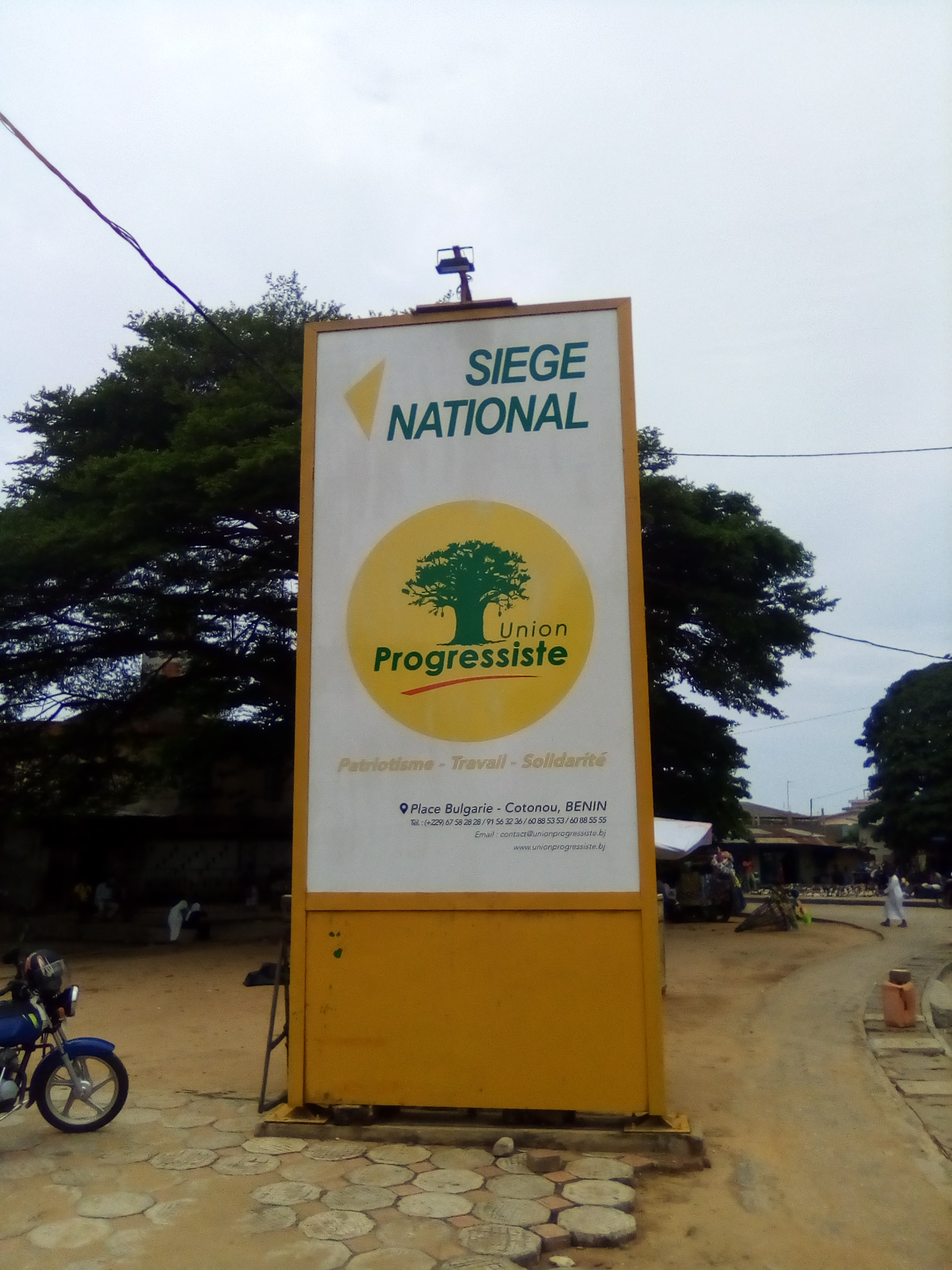
Panneau au siège national de l'union progressiste au Bénin

## Carrière
Avant d'être porté à la tête de la capitale du Bénin, Charlemagne Yankoty est au préalable conseiller municipal de la ville sous l'étiquette du parti politique béninois Union fait la nation (UN). A cette époque, Il est le rapporteur de la commission des finances de la mairie de Porto-Novo. C’est le 02 juin 2020 qu'il va être élu officiellement maire de la ville du Bénin,,,,,,,,.

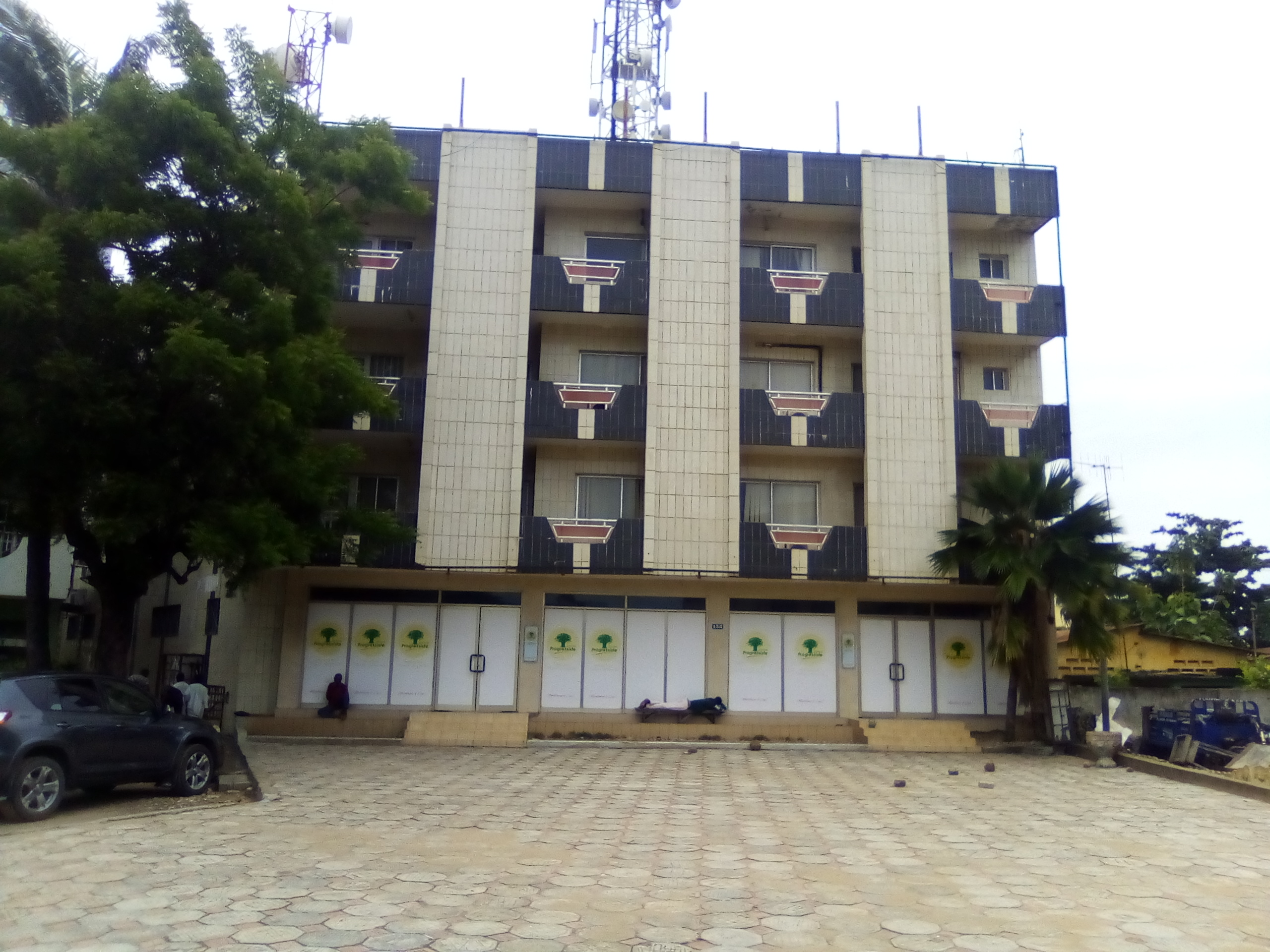
Siège national de l'union progressiste au Bénin